# ヨハン・ニースケンス
ヨハネス・ヤコブス・"ヨハン"・ニースケンス（ネースケンス、Johannes Jacobus "Johan" Neeskens, オランダ語発音: [ˈjoːɦɑn ˈneːskə(n)s], 1951年9月15日 - 2024年10月6日）は、オランダ・ヘームステーデ出身の元サッカー選手、サッカー指導者。ポジションはミッドフィールダー。
戦友であるヨハン・クライフとファーストネームが同じことから「もう1人のヨハン」と呼ばれた。オランダ人にしてはさほど長身ではないが、強靭な下半身からのシュート力は強烈なものがあった。PKのスペシャリストとしても名を馳せる。

## 経歴

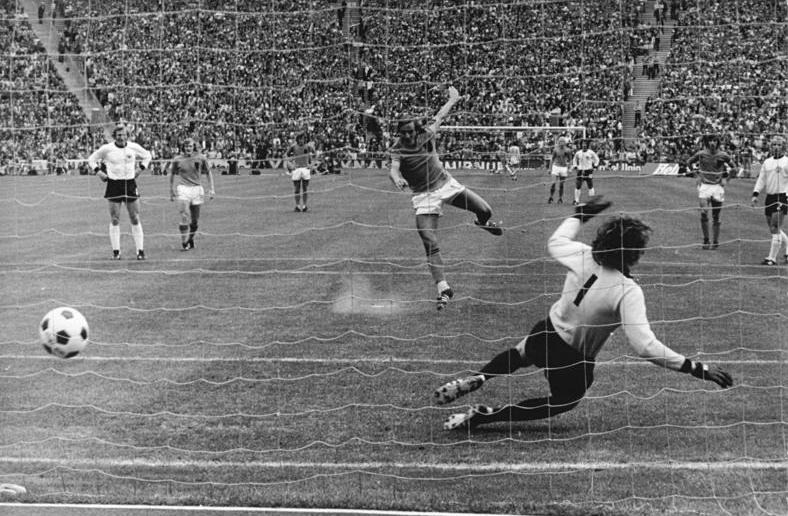
1974 FIFAワールドカップの西ドイツ代表戦でプレイするニースケンス

ヘームステーデ・ハーレムでデビュー後、1970年にアヤックス・アムステルダムへ入団。入団当初は、右サイドバックとしてプレー。同年11月11日の西ドイツ戦で代表デビューを飾り、1970-1971シーズンからのUEFAチャンピオンズカップ3連覇や1971-1972、1972-1973シーズンのリーグ連覇に貢献した。
1974年にはFCバルセロナへ移籍。攻守にわたる活躍と闘志溢れるプレーで活躍を見せた。また同年のFIFAワールドカップ・西ドイツ大会ではヨハン・クライフらを中心とする「トータル・フットボール」で準優勝に貢献。1978年のFIFAワールドカップ・アルゼンチン大会ではクライフが出場辞退した中で主軸として活躍し、代表通算49試合に出場。17得点を挙げた。
その後、当時サッカー不毛の地と言われていたアメリカへ渡り、ニューヨーク・コスモスではフランツ・ベッケンバウアーとともにプレーし、1980年と1982年にはリーグ優勝を果たした。1シーズンオランダのFCフローニンゲンでプレーした後、再び渡米し、選手生活の終盤はスイスでプレーした。
引退後は指導者としての道を歩み、1999年にはオランダ代表のアシスタントコーチに就任。エールディヴィジ・NECナイメヘンの監督も務めたが2004年12月に成績不振により解任されている。
2005年12月にはオーストラリア代表のアシスタントコーチに就任。
2006年6月、古巣のバルセロナにアシスタントコーチとして復帰することが決まり、ドイツW杯終了後に就任した。契約期間は3年間。しかし、2008年6月、チームが2年連続でリーグタイトルを逃した事などにより、ライカールトとともに解任された。
2008年11月、オランダB代表監督に就任。
2009年7月、ガラタサライのアシスタントコーチに就任。
2024年10月6日にアルジェリアで死去。73歳没。

## エピソード

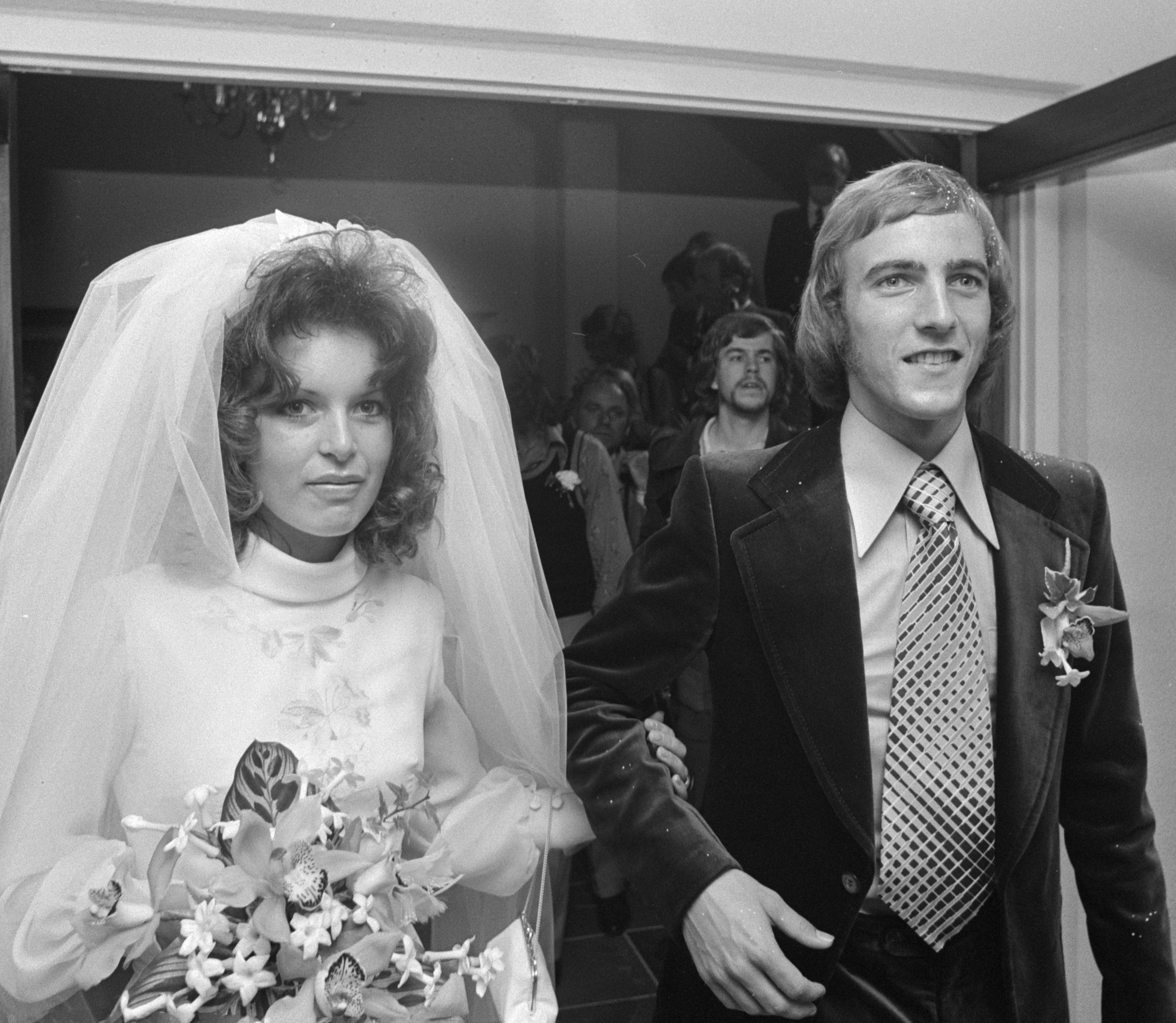
結婚式でのニースケンス（右）と妻のマリアン（左）（1974年7月16日）

アヤックスはかつてアマチュアの野球チームも所有していて、休日にはクライフやニースケンスら当時の主力選手も野球へ参加する事があった。ニースケンスは優秀な野手でプロからオファーがくる実力だった。彼の特徴的なプレーの一つであるスライディングタックルは野球から学んだという。

## 獲得タイトル

### クラブ
アヤックス
- エールディヴィジ：1971-72、1972-73
- KNVBカップ：1970-71、1971-72
- ヨーロピアン・カップ：1970-71、1971-72、1972-73
- UEFAスーパーカップ：1972、1973
- インターコンチネンタルカップ：1972

バルセロナ
- コパ・デル・レイ：1977-78
- UEFAカップウィナーズカップ：1978-79

### 代表
オランダ代表
- FIFAワールドカップ準優勝：1974、1978
- UEFA欧州選手権3位：1976

### 個人
- 1974 FIFAワールドカップ・シルバーブーツ[4][5]
- 1974 FIFAワールドカップ・ベストイレブン[6]
- ドン・バロン・アワード（最優秀外国人選手）：1975-76[7]
- FIFA100[8]
- ワールドサッカー誌20世紀の偉大なサッカー選手100人：72位